# Brvitec
Brvitec (Pogostemon), též pačule, je rod rostlin z čeledi hluchavkovitých. Zahrnuje na 90 druhů obývajících paleotropickou oblast, nejvíce jich roste v jižní a jihovýchodní Asii, vyskytuje se ale též v Africe a Austrálii. Nejvýznamnějším druhem je Pogostemon cablin (pačule obecná), využívaná jako zdroj aromatických silic v parfumerii.

## Popis
Rod obsahuje jednoleté i vytrvalé byliny, stejně jako polokeře a keře, obvykle porostlé jednoduchými či rozvětvenými chlupy. Stonky jsou více či méně hranaté, listy čárkovité, kopinaté či vejčité, řapíkaté či téměř přisedlé, na okrajích často zubaté, vyrůstající vstřícně nebo v 3–12četných přeslenech. Oboupohlavné květy jsou uspořádány v hustých lichopřeslenech tvořících dále složená klasovitá, latovitá či kytkovitá (thyrsovitá) květenství; mají pěticípý kalich a korunu se slabě naznačeným horním jednocípým a spodním trojcípým pyskem. Koruna je růžová, fialová nebo bílá, vyčnívají z ní 4 tyčinky, které jsou ve střední části dlouze vousatě brvité, a čnělka s dvouklanou bliznou. Plody jsou tvrdky.

## Ekologie a rozšíření
Vyskytuje se převážně v paleotropické květenné říši; nejvíce druhů roste v jižní a jihovýchodní Asii a v Číně, menší množství ve východní Asii, v ruském Přímoří a v Japonsku, také na Filipínách a Nové Guineji, v tropické Africe a v Austrálii. Vyrůstají převážně v podrostu mezických a vlhkých lesů či křovin, v mokřinách, rýžovištích, příkopech či podél vodních toků, ale též v pustinách a houštinách na kopcích a kamenitých svazích, často v zastínění. Některé druhy jsou rostlinami vyloženě vodními, zvládajícími růst i ponořeně pod vodou.

## Využití
Druh Pogostemon cablin, známý jako pačule nebo pačuli, je pěstován pro silně vonné éterické oleje, které mají silné antiseptické, hojivé a sedativní účinky; výrazná, těžká, balzámově dřevitá vůně pačuli je základem mnoha světových parfémů, bývá též pálena jako kadidlo a užívána k aromatizaci ubrousků, osvěžovačů vzduchu, repelentů a podobných výrobků. Též některé další druhy jsou využívány v lidovém léčitelství. Vodní druhy se prodávají jako atraktivní akvarijní rostliny, jsou však značně náročné na pěstování, neboť vyžadují pro svůj růst kvalitní osvětlení a dobrou výživu.

## Galerie

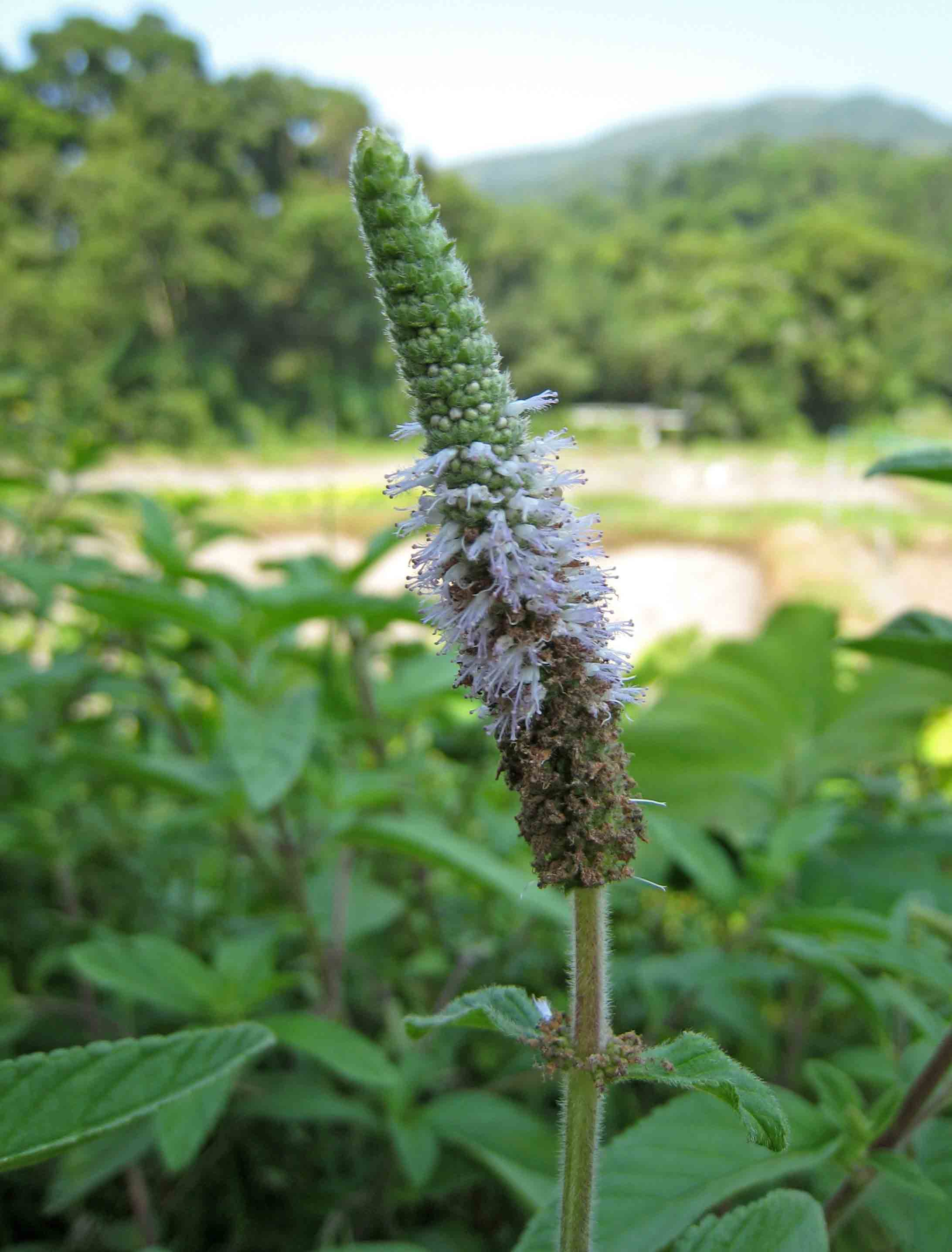
Pogostemon auricularius (tropická Asie)
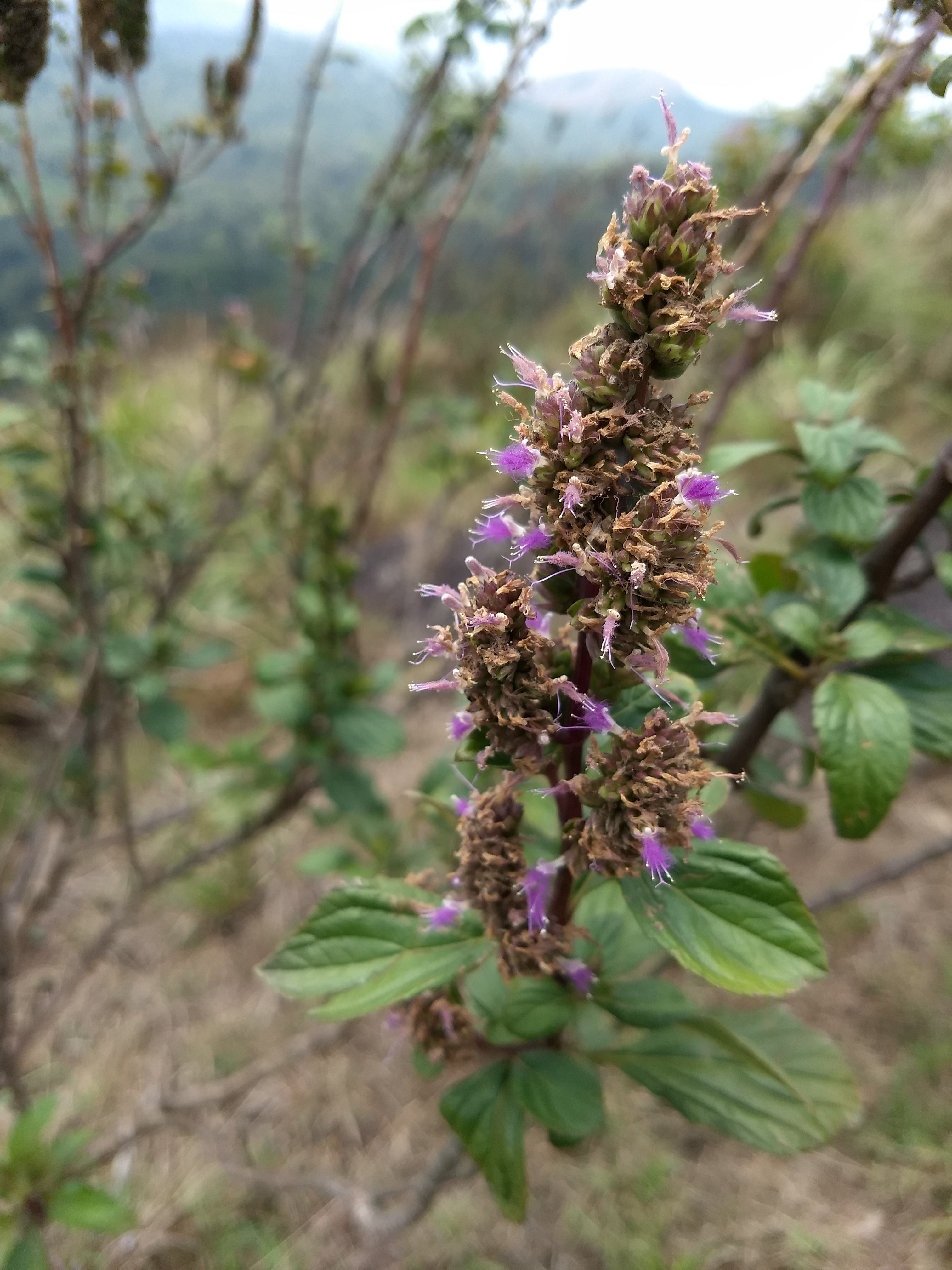
Pogostemon benghalensis (Indie, Indočína)
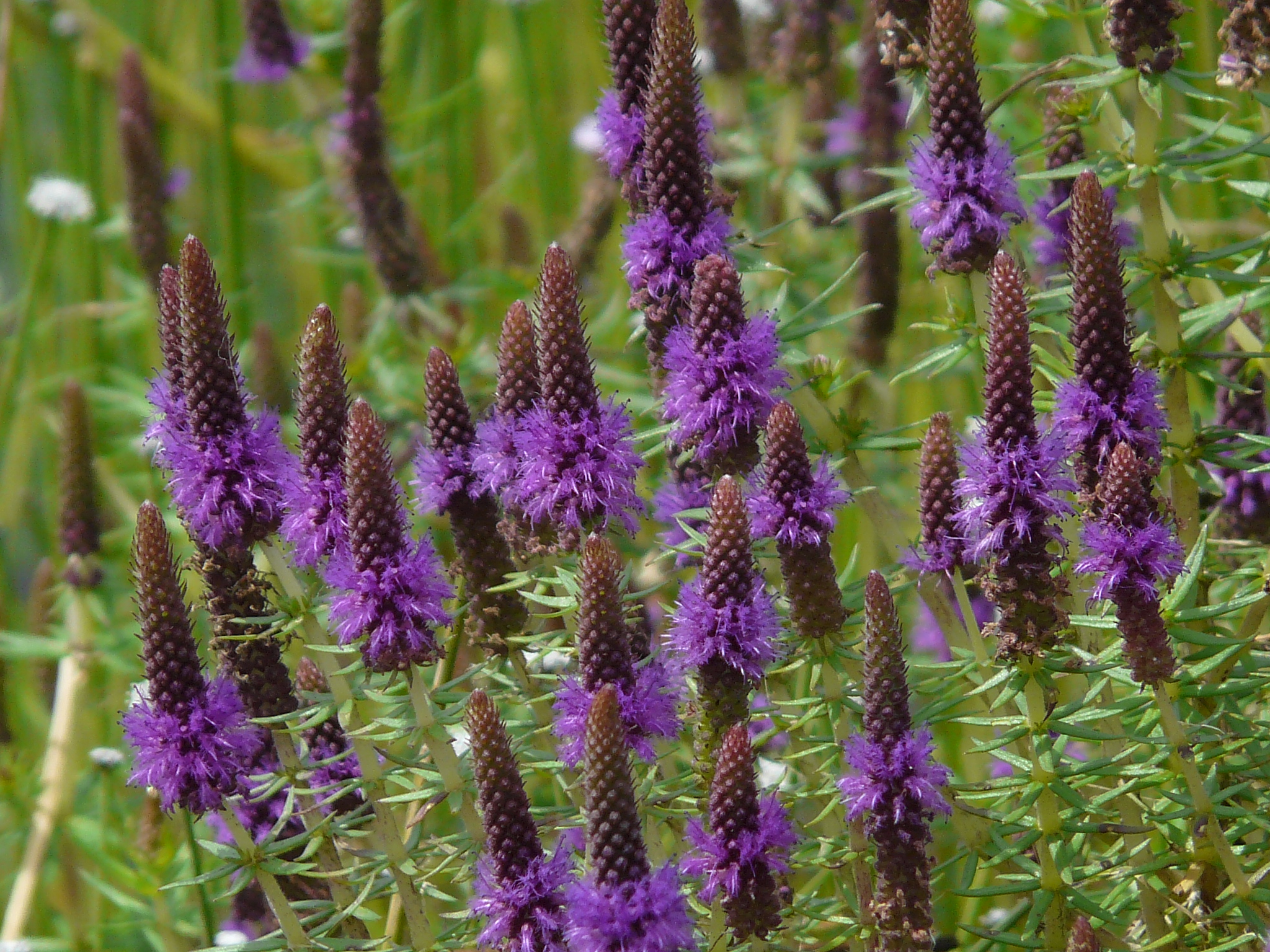
Pogostemon deccanensis (Indie)
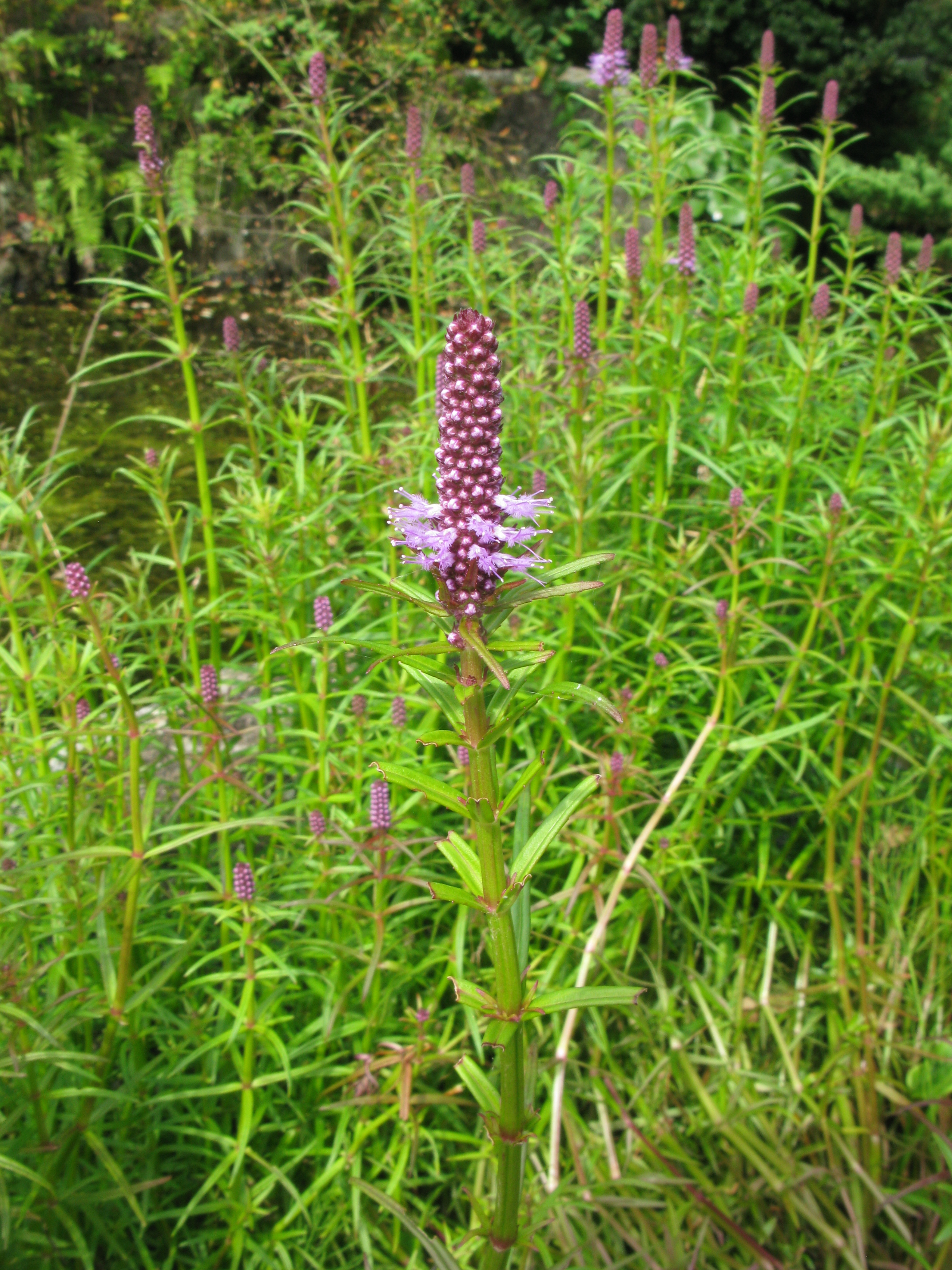
Pogostemon yatabeanus (východní Asie)
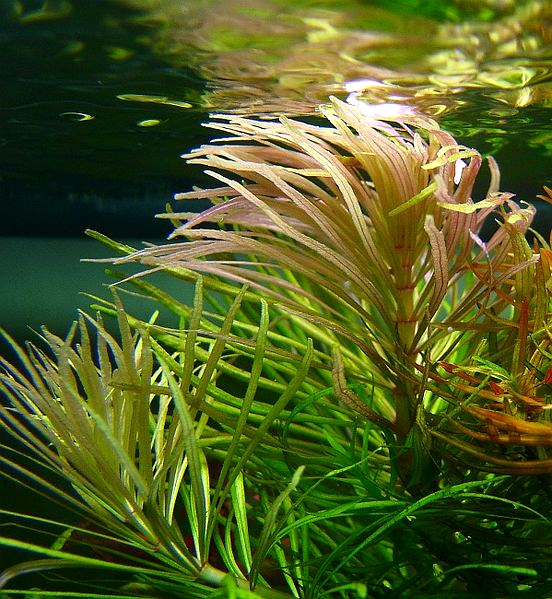
Submerzně rostoucí Pogostemon stellatus (tropická Asie, Austrálie) jako akvarijní rostlina
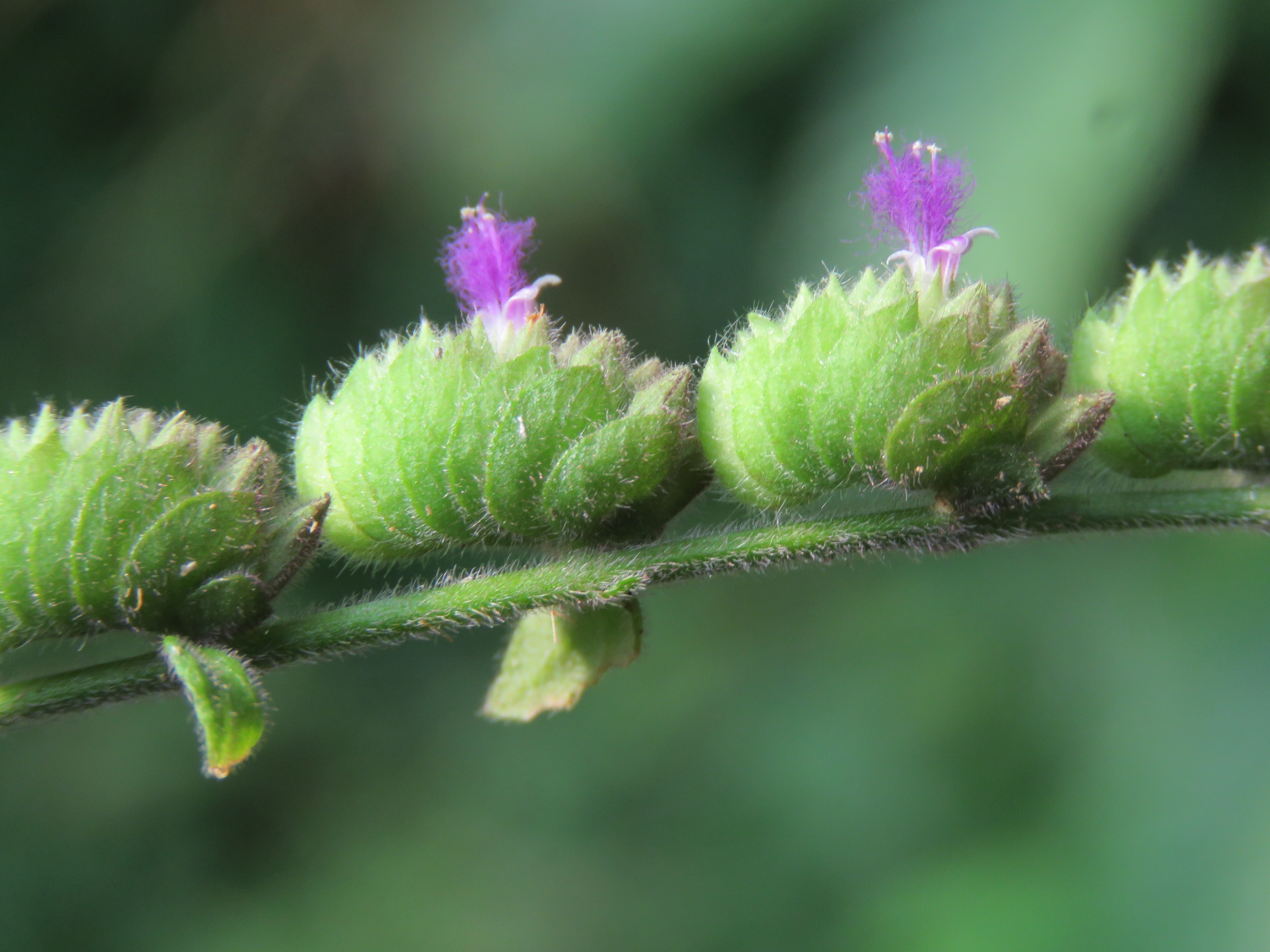
Pogostemon purpurascens (Indie, podhůří Himálaje) – detail zvláštně utvářených květenství
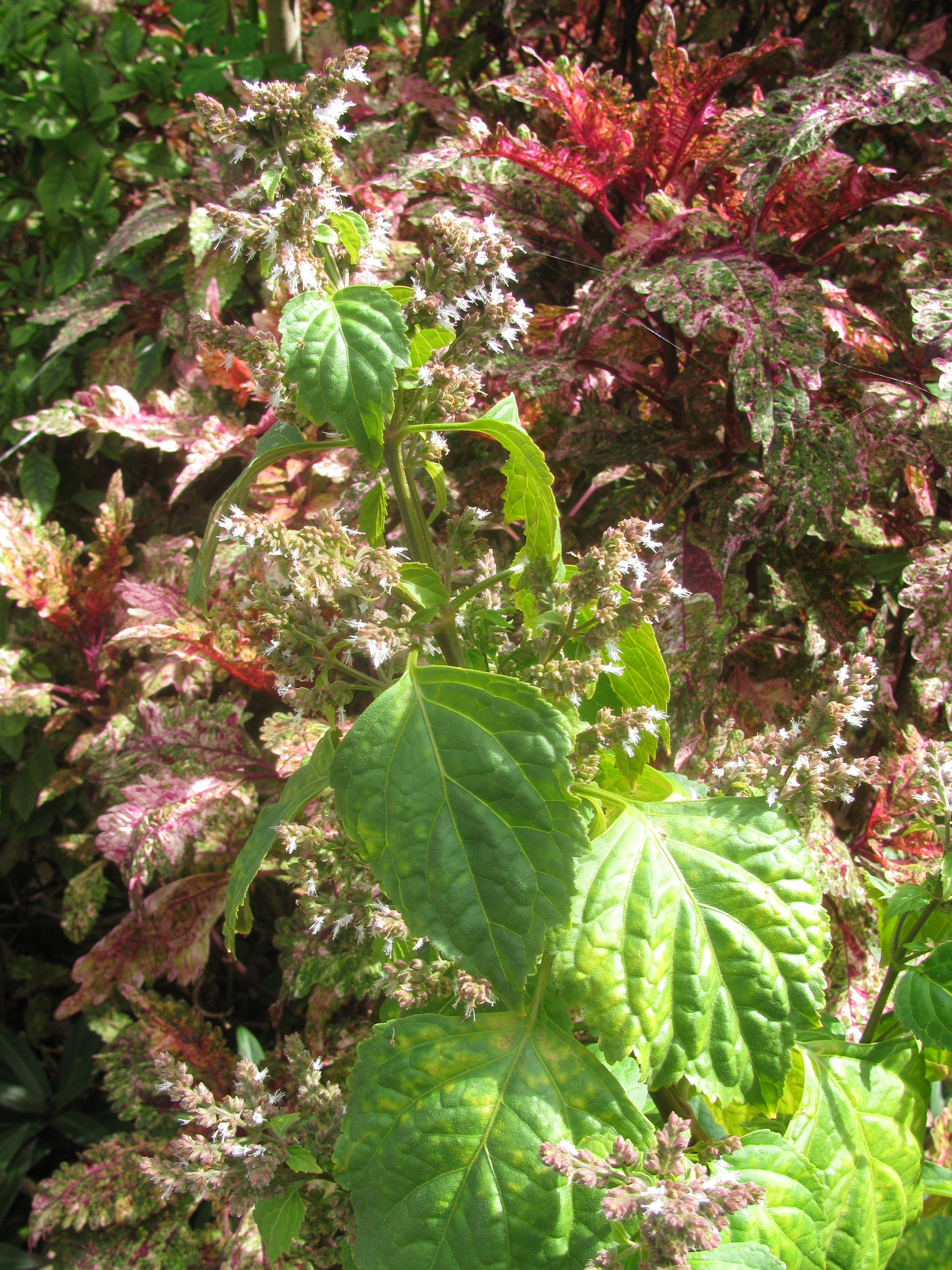
Pogostemon cablin (v popředí) rostoucí v tropické jihovýchodní Asii, ale mimo svůj přirozený areál též pěstovaný